# España en los Juegos Olímpicos de Squaw Valley 1960
España estuvo representada en los Juegos Olímpicos de Squaw Valley 1960 por una delegación de 4 deportistas (todos hombres) que participaron en un deporte: esquí alpino. El portador de la bandera en la ceremonia de apertura fue el esquiador Ángel Luis Sánchez de Miguel.
Responsable del equipo olímpico fue el Comité Olímpico Español (COE). El equipo nacional no obtuvo ninguna medalla.